# ハインズビル (ジョージア州)
ハインズビル（Hinesville）は、アメリカ合衆国ジョージア州の都市。リバティ郡の郡庁所在地である。人口は3万4891人（2020年）。大西洋から40キロメートルほど内陸に入った所にある。サバンナからは南西に60キロメートルである。

## 基地の町
アメリカ陸軍の第3歩兵師団が駐屯する「フォート・スチュワート」が隣接している。基地の面積はハインズビルの約20倍である。 

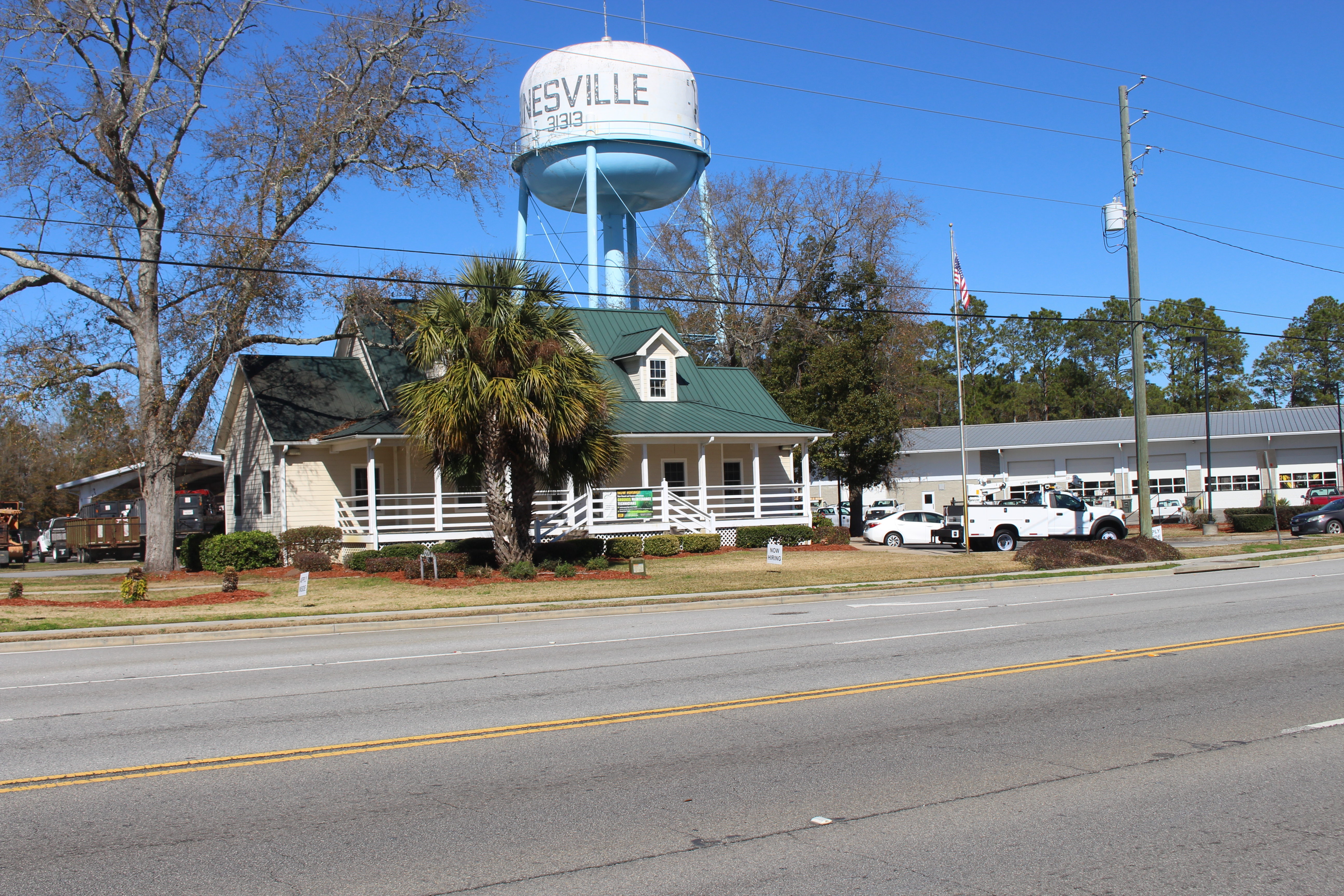
給水塔